# Badecon-le-Pin
 Badecon-le-Pin  es una población y comuna francesa, en la región de  Centro, departamento de Indre, en el distrito de La Châtre y cantón de Éguzon-Chantôme.

## Demografía
| 561 | 578 | 596 | 523 | 595 | 696 |
| Para los censos de 1962 a 1999 la población legal corresponde a la población sin duplicidades (Fuente: INSEE [Consultar]) |     |     |     |     |     |